# Největší zabijáci brazilské přírody
Největší zabijáci brazilské přírody (Nature's Deadliest - Brazil) je americký, zhruba třičtvrtě hodinový dokument, který popisuje nejrůznější predátory, kteří žijí v Brazílii. Producentem dokumentu se stal Jeff Siberry. Premiéru měl film na Discovery Channel v roce 2008.